# Stress-Strain-Index
Der Stress-Strain-Index (abgekürzt SSI; zu Deutsch: Verformungs-Spannungs-Index) eines Knochens ist ein besseres Maß seiner Festigkeit bzw. Biegefestigkeit, als es die reine Berechnung über das Flächenträgheitsmoment ermöglicht. Der Stress-Strain-Index ermöglicht den Vergleich von in-vivo-Messergebnissen (Querschnitt-Scans mittels QCT/pQCT) mit den Ergebnissen typischer Materialprüfungstests wie z. B. dem Drei-Punkt-Biegestest.

## Definition
Der SSI wird wie folgt berechnet:
{\displaystyle SSI=\sum _{i=0}^{n}{\frac {r_{i}^{2}\cdot A\cdot {\frac {CD}{ND}}}{r_{\mathrm {max} }}}}
mit
- {\displaystyle r_{i}}: Entfernung des Pixels vom Zentrum
- {\displaystyle A}: Flächeninhalt des Pixels
- {\displaystyle CD}: scheinbare (mittlere) Knochendichte des Voxels
- {\displaystyle ND}: typische Dichte von Knochen als Material (kortikaler Knochen)
- {\displaystyle r_{\mathrm {max} }}: Entfernung des Voxels vom Zentrum.